# The Refugee (film 1918)
The Refugee è un cortometraggio muto del 1918 diretto da Cecil M. Hepworth.

## Trama
Un soldato considerato morto finge di essere un rifugiato belga e riesce a tornare a casa per Natale.

## Produzione
Il film fu prodotto dalla Hepworth.

## Distribuzione
Distribuito dalla Moss, il film - un cortometraggio in tre bobine - uscì nelle sale cinematografiche britanniche nell'agosto 1918.
Si pensa che sia andato distrutto nel 1924 insieme a gran parte degli altri film della Hepworth. Il produttore, in gravissime difficoltà finanziarie, pensò in questo modo di poter almeno recuperare l'argento dal nitrato delle pellicole.